# Buckeystown
Buckeystown statisztikai település az Amerikai Egyesült Államok Maryland államában, Frederick megyében. Lakosainak száma 1072 fő (2020. április 1.).

## Népesség
A település népességének változása:

| 2010 | 1 019 |
| 2020 | 1 072 |